# Phyllonorycter aurifascia
Phyllonorycter aurifascia är en fjärilsart som först beskrevs av Walker 1875.  Phyllonorycter aurifascia ingår i släktet guldmalar, och familjen styltmalar. Inga underarter finns listade i Catalogue of Life.